# Крал на Ирландия
Това е списък на кралете на Кралство Ирландия, намиращо се в лична уния с Англия, Шотландия и Великобритания от 1542 до 1801. За по-ранните владетели на Ирландия вижте върховен крал на Ирландия.
Кралство Ирландия е създадено през 1542, когато Хенри VIII променя титлата си от лорд на Ирландия на крал на Ирландия.
- Династия Тюдор
  - Хенри VIII Тюдор (1542 – 1547), също крал на Англия
  - Едуард VI (1547 – 1553), също крал на Англия
  - Джейн Грей (1553), също кралица на Англия
  - Мери I Тюдор (1553 – 1558), също кралица на Англия
  - Елизабет I (1558 – 1603), също кралица на Англия
- Династия Стюарт
  - Джеймс I Стюарт (1603 – 1625), също крал на Англия, крал на Шотландия
  - Чарлс I (1625 – 1649), също крал на Англия, крал на Шотландия
  - Английска революция (1649 – 1660)
  - Чарлс II (1660 – 1685), също крал на Англия, крал на Шотландия
  - Джеймс II (1685 – 1689), също крал на Англия, крал на Шотландия
  - Мери II (1689 – 1694), също кралица на Англия, кралица на Шотландия
  - Уилям III (1694 – 1702), също крал на Англия, крал на Шотландия
  - Анна Стюарт (1702 – 1714), също кралица на Англия, кралица на Шотландия, кралица на Великобритания
- Хановерска династия
  - Джордж I (1714 – 1727), също крал на Великобритания
  - Джордж II (1727 – 1760), също крал на Великобритания
  - Джордж III (1760 – 1801), също крал на Великобритания

През 1801 Ирландия е обединена с Великобритания, образувайки Обединено кралство Великобритания и Ирландия. Джордж III и неговите наследници стават крале на Обединеното кралство Великобритания и Ирландия.